# Supyan Abdullayev
Supyan Abdullaev (en ruso, Супьян Абдуллаев; 8 de noviembre de 1956 – 28 de marzo de 2011) fue vicepresidente de la República Chechena de Ichkeria. Asumió el cargo (vacante desde la muerte de Shamil Basayev) el 19 de marzo de 2007, por el Presidente de República Chechena de Ichkeria, Dokka Umarov. Fue considerado la figura más importante desde Umarov en el rango del Emirato Caucásico así como su posible sucesor.
Abdullayev Fue comandante de la Brigada Jundullah, ligada al regimiento Vedeno basado en la resistencia cerca de Basayev. Fue más un líder religioso que militar como Abdul-Halim Sadulayev.

## Biografía
Abdullayev fue miembro del teip checheno de Tsadakharoy. A finales de los 80, fue miembro del Partido de Renacimiento Islámico, que se estableció en la Unión Soviética.
Después de la Primera Guerra de Chechenia, Supyan Abdullayev lo alzó al rango de coronel, tras el nombramiento de Khalimov para el cargo de Ministro de Interior en 1997. Abdullaev dejó el ministerio después de un tiroteo en Gudermes entre salafistas y seguidores del presidente Aslan Maskhadov el 15 de julio de 1998. Posteriormente, Abdullaeev se alejó de la política y se hizo conocido como un "segundo larguero".
En la Segunda Guerra de Chechenia, Abdullaev entró en las filas de la resistencia desde el principio, comenzó como líder de un jamaat y eventualmente se convirtió en comandante del frente y miembro del gobierno de Maskhadov, alcanzando el rango de General de Brigada. A pesar de que era un miembro de jamaat, permaneció leal a Aslan Maskhadov hasta la muerte de este último. Supyan Abdullayev se convirtió en uno de los comandantes de campo de más alto rango del Emirato del Cáucaso y el principal ideólogo de todo el movimiento. Fue nombrado emir adjunto de Dokka Umarov.
El 28 de marzo de 2011, Abdullaev fue abatido en un bombardeo ruso en el campamento rebelde de Ingushetia.